# Chris McGuthrie
Christopher Marcus McGuthrie, detto Chris (Washington, 9 giugno 1974), è un ex cestista statunitense naturalizzato olandese.

## Palmarès

### Squadra
- Campionato olandese: 4

Amsterdam: 1998-99, 1999-00, 2000-01, 2001-02
- Coppa d'Olanda: 2

Amsterdam: 1999
Donar Groningen: 2005

### Individuale
- NEC Player of the Year (1996)
- MVP All-Star Game FEB Eredivisie (1998)
- MVP FEB Eredivisie (2001)